# Moylan McDonnell
Moylan James McDonnell (* 27. August 1889 in Stony Mountain, Manitoba; † 22. Januar 1969 in New York City, New York, USA) war ein kanadischer Eishockeyspieler, der während seiner aktiven Karriere zwischen 1909 und 1921 unter anderem 22 Spiele für die Hamilton Tigers in der National Hockey League auf der Position des Verteidigers bestritten hat.

## Karriere
McDonnell wurde in Stony Mountain in der kanadischen Provinz Manitoba geboren, machte sich aber einen Namen in der Umgebung um New York City, wo er zwischen 1909 und 1916 für die New York Crescents, New York Irish-Americans und den New York Hockey Club auflief. Diese Zeit war einzig von einem einjährigen Engagement zwischen 1911 und 1912 bei den Edmonton Maritimers unterbrochen. Ab 1916 trat McDonnell in die Kanadischen Streitkräfte ein und kämpfte für sein Heimatland im Ersten Weltkrieg.
Nach seiner Rückkehr im Jahr 1920 wurde er im Dezember desselben Jahres von den Hamilton Tigers aus der National Hockey League unter Vertrag genommen. Dort bestritt er im Verlauf der Saison 1920/21 insgesamt 22 Spiele, in denen ihm drei Scorerpunkte gelangen. Nach Beendigung der Spielzeit trat McDonnell vom aktiven Sport zurück. Er zog anschließend mit seiner Frau zurück nach New York City, wo er bis 1942 für die Federal Reserve Bank of New York arbeitete. Er verstarb dort am 22. Januar 1969 im Alter von 79 Jahren.